# Scottish Women's Hospitals for Foreign Services
Gli Scottish Women's Hospitals for Foreign Services (SWH) furono fondati nel 1914. Erano diretti dalla Dottoressa Elsie Inglis e fornivano infermieri, medici, conducenti di ambulanze, cuochi e assistenti. Alla fine della prima guerra mondiale 14 unità mediche erano state equipaggiate e inviate per servire in Corsica, Francia, Malta, Romania, Russia, Salonicco e Serbia.

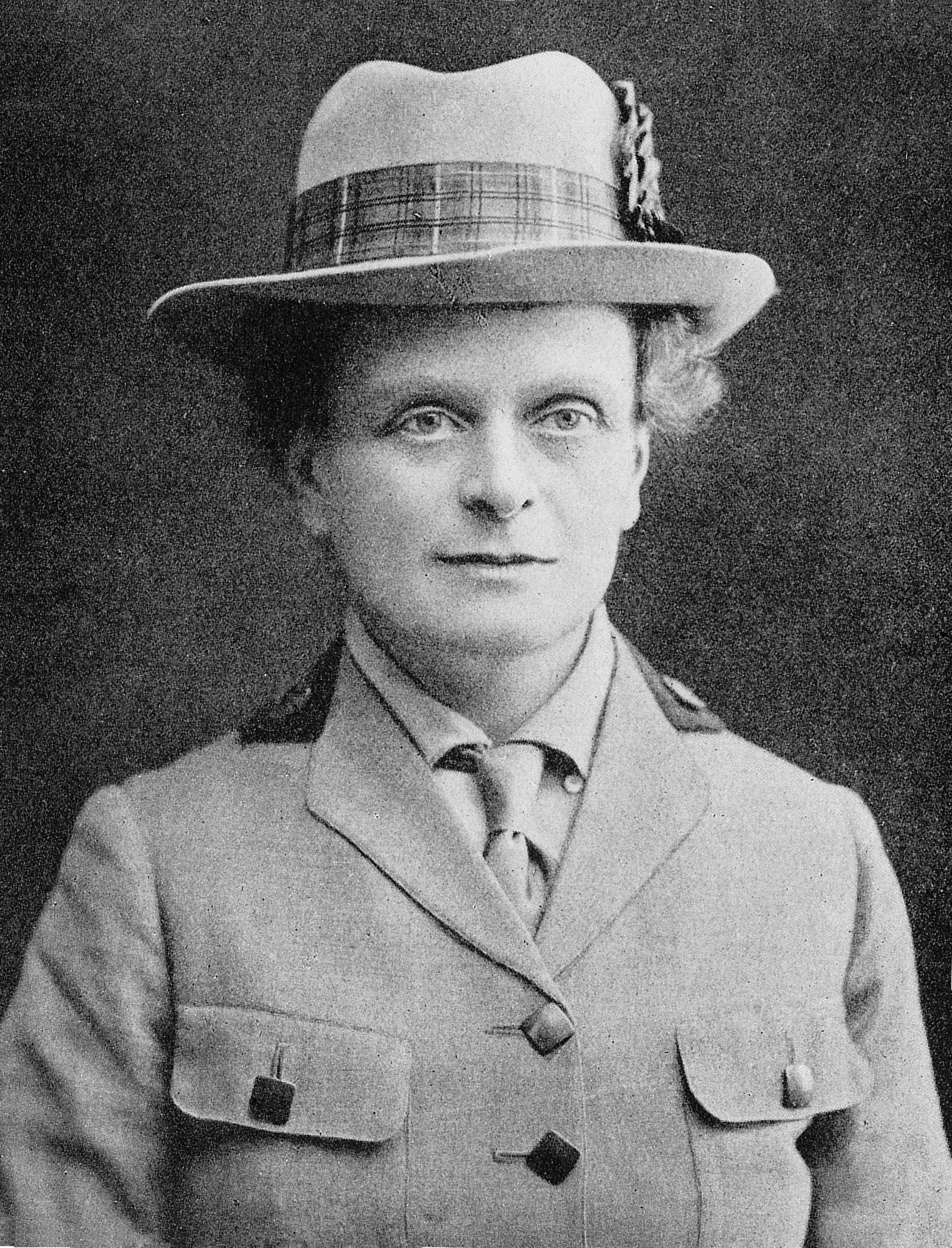
D.ssa Elsie Inglis

## Gli inizi
All'inizio della guerra, la dott.ssa Elsie Inglis era segretaria della Scottish Federation of Women Suffrage Societies, affiliata alla National Union of Women's Suffrage Societies (NUWSS), guidata da Millicent Garrett Fawcett. L'SWH è stato guidato dalla dottoressa Inglis, come parte di un più ampio sforzo per il suffragio della Federazione scozzese dell'National Union of Women's Suffrage Societies e finanziato da donazioni private, raccolte di fondi di società locali, l'National Union of Women's Suffrage Societies e la Croce Rossa Americana.
La Fawcett desiderava includere 'Suffragio femminile' nel nome, ma la Inglis si oppose, sulla base del fatto che 'suffragio' aveva connotazioni politiche controverse basate sull'esempio di coloro che sostenevano la disobbedienza civile come Emmeline Pankhurst. Sebbene non tutti i volontari sostenessero il movimento per il suffragio, le lettere "NUWSS" apparivano sulla carta intestata di SWH e su molti dei loro veicoli, e la stampa francese spesso si riferiva alle loro strutture come 'Ospedale delle Suffragette Scozzesi' e la NUWSS forniva il sostegno finanziario.
La raccolta fondi iniziale ebbe molto successo dopo che la Fawcett ebbe invitato la Inglis a parlare a Londra e alla fine di agosto 1914 avevano raccolto più di 5.000 sterline. Istituiti poco dopo lo scoppio della prima guerra mondiale come unità volontarie di sole donne, gli Scottish Women's Hospitals offrirono opportunità alle donne mediche a cui era proibito l'ingresso nel Royal Army Medical Corps.
Il quartier generale era a Edimburgo durante la guerra, e c'erano anche comitati a Glasgow e Londra, che lavoravano a stretto contatto con l'ufficio londinese della Croix Rouge Francaise (Croce Rossa Francese).
La dottoressa Alice Hutchison fu la prima dottoressa dell' SWH inviata in Francia per fondare il primo ospedale. Inizialmente lo collocò a Boulogne. Durante la ricerca di un edificio per un ospedale, scoppiò un'epidemia di tifo tra i rifugiati belgi a Calais. Lei, insieme ad un altro medico e dieci infermiere, ha curato i pazienti. Era nota per avere il più basso tasso di morti per tifo nel suo ospedale.
Nel dicembre 1914 fu istituito un ospedale con 200 posti letto presso l'Abbazia di Royaumont, noto come Scottish Women's Hospital a Royaumont, ufficialmente chiamato Hôpital Auxiliaire 301. Lo staff iniziale comprendeva la Inglis, Flora Murray, Alice Hutchison, Ishobel Ross, Cicely Hamilton, Marian e Hope Gamwell e la loro madre e Katherine Harley. Gli Scottish Women's Hospitals servivano 14 unità mediche nella Francia continentale e Corsica, Malta, Romania, Russia, Salonicco e Serbia. Nell'aprile 1915 la dottoressa Inglis era a capo di un'unità con sede in Serbia. Entro sette mesi dalla mobilitazione, l'SWH serviva 1.000 posti letto con 250 dipendenti, tra cui 19 dottoresse.

## Francia
Il primo Ospedale Femminile Scozzese fu, nel novembre 1914, dotato di personale, attrezzato e istituito a Calais per dare appoggio all'Esercito belga. La viscontessa de la Panouse, moglie dell'addetto militare francese presso l'ambasciata francese a Londra, aiutò il gruppo a identificare un altro luogo presso l'antica Abbazia di Royaumont. L'abbazia era di proprietà di Édouard Goüin, un ricco industriale e filantropo, la cui cattiva salute lo rendeva incapace di combattere. A dicembre vi aveva sede un secondo ospedale. Rimase operativo per tutta la guerra e curò i feriti dell'esercito francese sotto la direzione della Croce Rossa francese. Un altro ospedale è stato aperto a Troyes (Castello di Chanteloup, Sainte-Savine) e Villers-Cotterêts, insieme alle mense popolari e solidali di Creil, Soissons and Crépy-en-Valois.

## Serbia

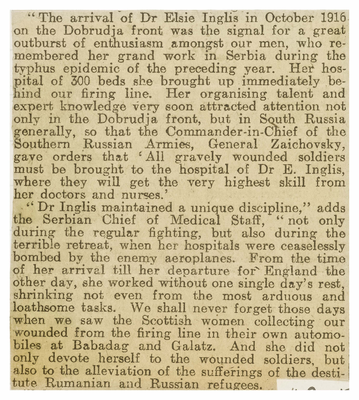
Ritaglio del giornale The Scotsman (1916) che descrive il lavoro della D.ssa Elsie Inglis in Serbia

Sempre a dicembre, un ospedale guidato dalla dottoressa Eleanor Soltau fu inviato in Serbia. Altre unità seguirono rapidamente e la Serbia presto ebbe quattro ospedali primari funzionanti notte e giorno. Le condizioni in Serbia erano terribili. L'esercito serbo aveva solo 300 medici per servire più di mezzo milione di uomini e, oltre alle vittime in battaglia, l'ospedale doveva affrontare un'epidemia di tifo che devastò la popolazione militare e civile. La Serbia aveva combattuto una campagna militare sorprendentemente riuscita contro gli invasori austriaci, ma la lotta aveva esaurito la nazione. Sia i soldati che i civili erano mezzi affamati e sfiniti e in quelle condizioni le malattie prosperavano e centinaia di migliaia morirono.
Dal dicembre 1914 al novembre 1915 l'ospedale aveva sede a Kragujevac. Le 'Vite della prima guerra mondiale' dell'Imperial War Museum contengono un elenco di tutti coloro che hanno lavorato in quel luogo.
Quattro membri del personale SWH, Louisa Jordan, Madge Fraser, Augusta Minshull e Bessie Sutherland morirono durante l'epidemia, i primi due sono sepolti nel Cimitero militare del Commonwealth Britannico di Niš. Nell'inverno del 1915 la Serbia non poteva più resistere. Agli austriaci si unirono le forze tedesche e bulgare che invasero nuovamente, e i serbi furono costretti a ritirarsi in Albania.
L'SWH riposa durante il ritiro serbo nel novembre 1915
Il personale SWH aveva la possibilità di scegliere se restare e andare in cattività (o peggio) con l'esercito in ritirata in Albania. Alla fine alcuni rimasero e altri se ne andarono. Elsie Inglis, Evelina Haverfield, Alice Hutchison, Helen MacDougall e altre furono fatte prigioniere e alla fine furono rimpatriate in Gran Bretagna. Gli altri si unirono all'esercito e al governo serbo nella sua ritirata e subirono gli indescrivibili orrori di quella ritirata e condivisero le difficoltà sopportate dall'esercito serbo.

## La marcia
L'esercito si ritirò sulle montagne dell'Albania e del Montenegro nell'inverno inoltrato senza cibo, rifugio o aiuto e migliaia e migliaia di soldati, civili e prigionieri di guerra morirono durante il ritiro. Un'infermiera del SWH, Caroline Tougill, si fratturò il cranio quando l'auto in cui stava viaggiando cadde da una scogliera vicino alla città di Rača. Nonostante le cure di un maggiore serbo e di un altro passeggero dell'auto, l'infermiera Margaret Cowie Crowe, in un campo della Croce Rossa in cui era stata accolta morì. Coloro che arrivarono salvi al Mare Adriatico continuarono a dare ciò che potevano per aiutare soldati, civili e in particolare i molti ragazzi che si erano uniti alla ritirata. Come conseguenza diretta di ciò, il SWH istituì un ospedale per i convalescenti in Corsica nel dicembre 1915 per aiutare le donne e i bambini serbi sfollati.

## Salonicco

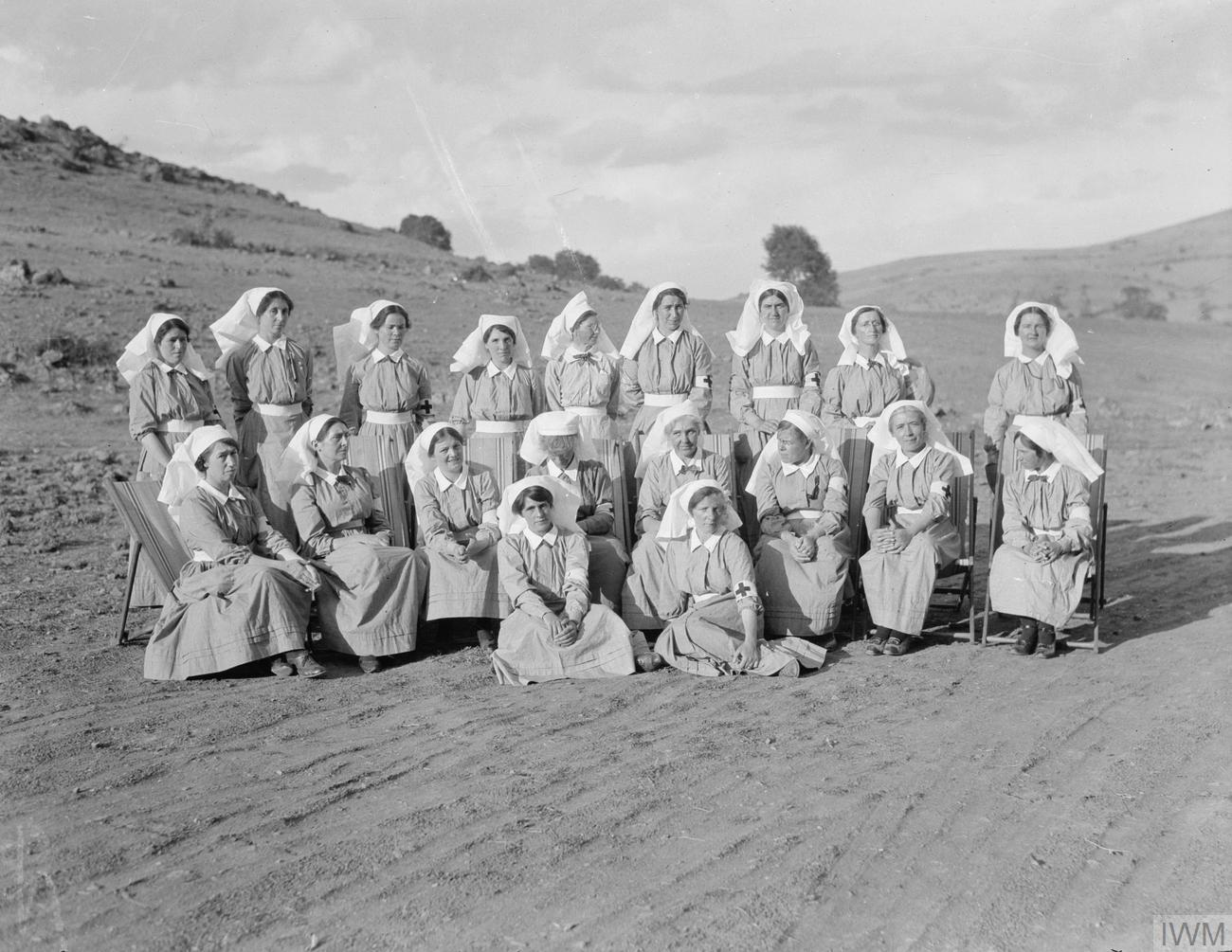
Donne della sesta unità americana dell'ospedale femminile scozzese di Ostrov

Durante questo periodo l'ospedale di Troyes in Francia ricevette l'ordine di fare i bagagli. Progettato come un ospedale mobile piuttosto che fisso, era dotato di tende e veicoli. Era assegnato a una divisione dell'esercito francese e fu inviato a Salonicco in Grecia quando la loro divisione francese fu trasferita lì come parte di una mossa tardiva degli alleati per fornire un aiuto pratico ai serbi assediati. L'ospedale (noto come Girton & Newnham Unit dal nome dei college femminili dell'Università di Cambridge che lo finanziarono) fu allestito in una fabbrica di bachi da seta in disuso nella città di confine di Gevgelia, anche se presto dovette essere trasferito nella città di Salonicco quando la rapida Avanzata bulgara minacciata. Gran parte del lavoro a Salonicco fu dedicato alla lotta contro la malaria, un enorme assassino aggravato dalla mancanza di indumenti adeguati forniti dagli eserciti alleati.
Ad esso si unì nell'agosto 1916 l'Unità di Ostrovo o l'Unità americana. Questo ospedale era stato finanziato principalmente da donatori americani e fu così chiamato in segno di gratitudine. L'unità fu spostata all'inizio di settembre 90 miglia a nord-ovest di Salonicco al lago Ostrovo (ora Lago di Vegoritida in Grecia), e sostenne la spinta dell'esercito serbo in patria. Inoltre fu inviata a Ostrovo una colonna di trasporto. Questa era un'unità di ambulanza a motore che consentiva a SWH di raccogliere rapidamente le vittime piuttosto che aspettare che le vittime venissero portate loro, comprese le autiste volontarie di ambulanze a motore, come Elsie Cameron Corbett.

## Russia
Dopo il suo rimpatrio nel Regno Unito nel febbraio 1916, la dottoressa Inglis iniziò ad attrezzare e fornire personale a un ospedale per prestare servizio in Russia. Altri veterani del primo ospedale serbo, tra cui la dottoressa Lilian Chesney e Evelina Haverfield, si unirono a lei. Un ospedale e una colonna di trasporto di ambulanze e veicoli di supporto sono stati inviati in Russia. Ha prestato servizio nella Russia meridionale (Bessarabia e Moldavia) e in Romania, provvedendo all'assistenza medica principalmente alla Divisione Serba dell'Esercito Russo. Questa divisione era composta principalmente da volontari della diaspora serba insieme a prigionieri di guerra di etnia serba e slava meridionale dell'Esercito Austro-Ungarico, che dopo la loro cattura da parte della Russia cercarono l'opportunità di combattere per il loro popolo. La divisione serba non aveva strutture mediche, quindi queste furono fornite da SWH a circa 11.000 uomini con solo sette medici. Guidata da Elsie Inglis che aveva una forte affinità con l'esercito e il popolo serbo e fu riconosciuta nel loro più alto riconoscimento (L'Ordine serbo dell'Aquila Bianca) per il suo servizio, il personale SWH sopportato ancora una volta le difficoltà della guerra quando dovettero prendere parte a una caotica e dolorosa ritirata dopo che l'esercito rumeno fu sconfitto nel 1917. La Russia fu quindi immersa nella rivoluzione e, quando divenne chiaro che era improbabile che l'esercito russo riprendesse le operazioni, l'ospedale fu ritirato. Una divisione di soldati e ufficiali serbi, insieme alla Inglis, salpò da Archangel attraverso acque infestate da sottomarini verso il Regno Unito. Tragicamente, il giorno dopo il loro ritorno in Gran Bretagna, Elsie Inglis, che da tempo soffriva di cancro all'intestino, morì. Subito dopo fu istituita in sua memoria l'Unità Elsie Inglis e inviata per unirsi alle unità Girton & Newnham e americane che fornivano entrambe supporto medico all'esercito serbo in Macedonia. Insieme fornirono l'aiuto tanto necessario durante le campagne del 1918 che videro i serbi ei loro alleati britannici, francesi, russi, greci e italiani cacciare tedeschi, austro-ungarici e bulgari dalla Macedonia e dalla Serbia.

## Gli anni finali
Verso la fine della guerra la stessa SWH in Serbia fornì assistenza medica a soldati, civili e prigionieri di guerra, oltre a continuare a fornire assistenza ai rifugiati in Corsica e presso l'ospedale della tubercolosi a Sallanches in Francia. A Vranje fu istituito un nuovo ospedale fisso per 300 pazienti, ma all'inizio del 1919 questo era stato consegnato alle autorità serbe, ponendo più o meno fine alla SWH. Mentre la maggior parte dei membri di SWH tornò a casa e riprese la vita prebellica, molti membri del personale e 'veterani' dell'SWH scelsero di rimanere per fornire cure mediche di cui avevano tanto bisogno in Serbia. La dottoressa Katherine Stewart MacPhail aprì un ospedale per bambini malati a Belgrado, e continuò questo lavoro fino a quando fu costretta ad andarsene dal governo di Tito nel 1947; Evelina Haverfield gestì un ospedale per orfani fino alla sua tragica morte nel marzo 1920 e alcuni altri fecero il possibile per aiutare, spesso usando il proprio denaro, per aiutare da soli soldati indigenti, rifugiati o i tanti orfani e vedove che avevano tutti un disperato bisogno di assistenza. Altri svolsero attività di soccorso altrove. Isabel Emslie Hutton, ad esempio, andò a lavorare con i profughi della guerra civile russa in Crimea.

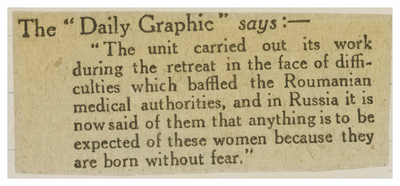
Ritaglio del Daily Graphic del 1916, che elogia il lavoro del SWH in Romania e Russia

## Effetto emotivo
Oltre 1.000 donne provenienti da molti contesti diversi e molti paesi diversi prestarono servizio con l'SWH. Solo i professionisti medici come medici, infermieri, tecnici di laboratorio e operatori radiologici ricevettero uno stipendio e le spese; mentre il personale non medico come inservienti, amministratori, autisti, cuochi e altri, non ricevettero alcun compenso, ed era infatti tenuto a pagarsi il viaggio.
In linea con gli obiettivi dell'SWH, era una politica deliberata che, per quanto possibile, tutti i membri delle unità SWH dovessero essere donne, consentendo così opportunità a donne non qualificate di potere comunque avere la possibilità di servire entrambe lo sforzo bellico in qualche modo e la causa dei diritti delle donne. Alcune donne si unirono perché era una delle poche opportunità aperte alle donne per aiutare lo sforzo bellico; altri la videro come una rara occasione di avventura in un mondo che fino ad allora offriva pochissime possibilità alle donne; e tutti condividevano, in varia misura, il desiderio di migliorare la sorte delle donne. Oltre 500.000 sterline furono raccolte in ogni modo possibile per finanziare l'organizzazione e durante gli anni della guerra si stima che centinaia di migliaia di vite di pazienti furono salvate; tutti accuditi e aiutati dall'SWH.

## Volontarie degne di una menzione particolare
Occorre notare che tutti i nominativi qui inseriti devono essere considerati di importanza enciclopedica, in quanto sono tutti presenti su Wikipedia, anche se in altre lingue.

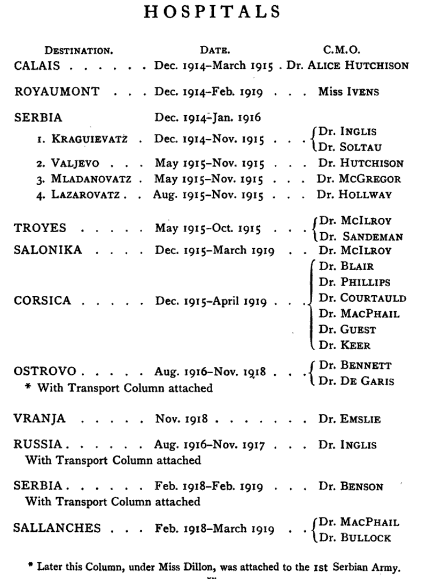
Scottish Women's Hospital - Destinazioni, Date e C.M.O.

- Wilhelmina Hay Abbott, raccoltrice fondi per gli ospedali femminili scozzesi
- Louisa Aldrich-Blake - Chirurgo britannico, in seguito lavorò in ostetricia e ginecologia
- Millicent Sylvia Armstrong, Inserviente australiano
- Mary Josephine Bedford, Autista australiana di ambulanza
- Jean Aitken Bell, Infermiera scozzese
- Elizabeth Bertram, Infermiera scozzese
- Agnes Bennett, medico australiano
- Mary Alice Blair, Medico neozelandese e capo unità
- Elsie Bowerman, Autista di ambulanza britannica
- Vera Christina Chute Collum, Assistente ai raggi X britannica
- The Honourable Elsie Cameron Corbett, Autista di ambulanza britannica
- Lilian Violet Cooper, medico australiano
- Elizabeth Courtauld, medico britannico
- C Muriel Craigie, Amministratore del quartier generale britannico
- Elsie Jean Dalyell, medico australiano
- Georgina Davidson, medico scozzese
- Margaret Charlotte Davidson - Inserviente scozzese poi infermiera
- Mabel Dearmer, Inserviente britannica
- Mary De Garis, medico australiano
- Violet Douglas-Pennant, filantropa britannica
- Miles Franklin, Cuoco australiano
- Margaret Neill Fraser, Infermiera scozzese
- Norah Neilson Gray, Infermiera britannica
- Edith Hacon, Governante scozzese
- Kathleen Burke Hale, raccoglitrice di fondi britannica decorata da 7 paesi
- Helen Hanson, Medico britannico, missionaria, suffragetta
- Mabel Hardie, chirurgo britannica
- Katherine Harley, Infermiera britannica
- Evelina Haverfield, Infermiera britannica
- Maud Doria Haviland, Autista, ornitologa e antropologa britannica
- Mary H. J. Henderson, Amministratrice di unità scozzese e poetessa di guerra
- Lydia Manley Henry, chirurgo scozzese
- Ruth Holden, Paleobotanica americana, infermiera
- Vera "Jack" Holme, Autista di ambulanza britannica
- Laura Margaret Hope, medico australiana
- Alice Hutchison, medico britannico
- Isabel Emslie Hutton, medico britannico
- Elsie Inglis, medico britannico e fondatrice degli Ospedali Femminili Scozzesi
- Kathleen Innes, Quacchera britannica, educatrice, scrittrice, pacifista - inserviente e amministratore
- Frances Ivens, ufficiale medico capo britannica
- Louisa Jordan, Infermiera scozzese
- Honoria Somerville Keer, chirurgo britannico
- Olive Kelso King, Autista australiana di ambulanza
- Sybil Lewis, medico britannico, da Kingston upon Hull ma addestrata a Edimburgo
- Rotha Lintorn-Orman, Autista di ambulanza britannica
- Hilda Lorimer, Studiosa classica britannica, inserviente
- Edith McKay, infermiera australiana
- Mary Lauchline McNeill, Medico scozzese e suffragetta
- Alexandrina Matilda MacPhail, medico scozzese
- Katherine Stewart MacPhail, medico scozzese
- Louise McIlroy, Medico britannico di origine irlandese
- Louisa Martindale, Medico e chirurgo britannico
- Caroline Matthews, medico britannico
- Ethel Moir, Inserviente scozzese
- Harriet Christina Newcomb, Membro del comitato britannico-australiano[17]
- Ruth Nicholson, Assistente chirurgo britannica
- Grace Pailthorpe, Pittrice surrealista britannica, chirurgo, ricercatrice di psicologia
- Hilda Petrie, Archeologa britannica, segretaria onoraria degli ospedali femminili scozzesi
- Mary Elizabeth Phillips, medico gallese
- Alma Rattenbury, Inserviente britannica e accusata di omicidio
- Elizabeth Ness Mcbean Ross, medico britannico
- Laura Sandeman, medico scozzese
- Jessie Ann Scott, Medico neozelandese
- Olive Smith, Massaggiatrice britannica
- Eleanor Soltau, Capo unità in Serbia e medico britannico
- Mabel St Clair Stobart, Capo unità britannica e maggiore
- Edith Stoney, Radiografa irlandese
- Leslie Joy Whitehead, Soldatessa canadese

## Archivi

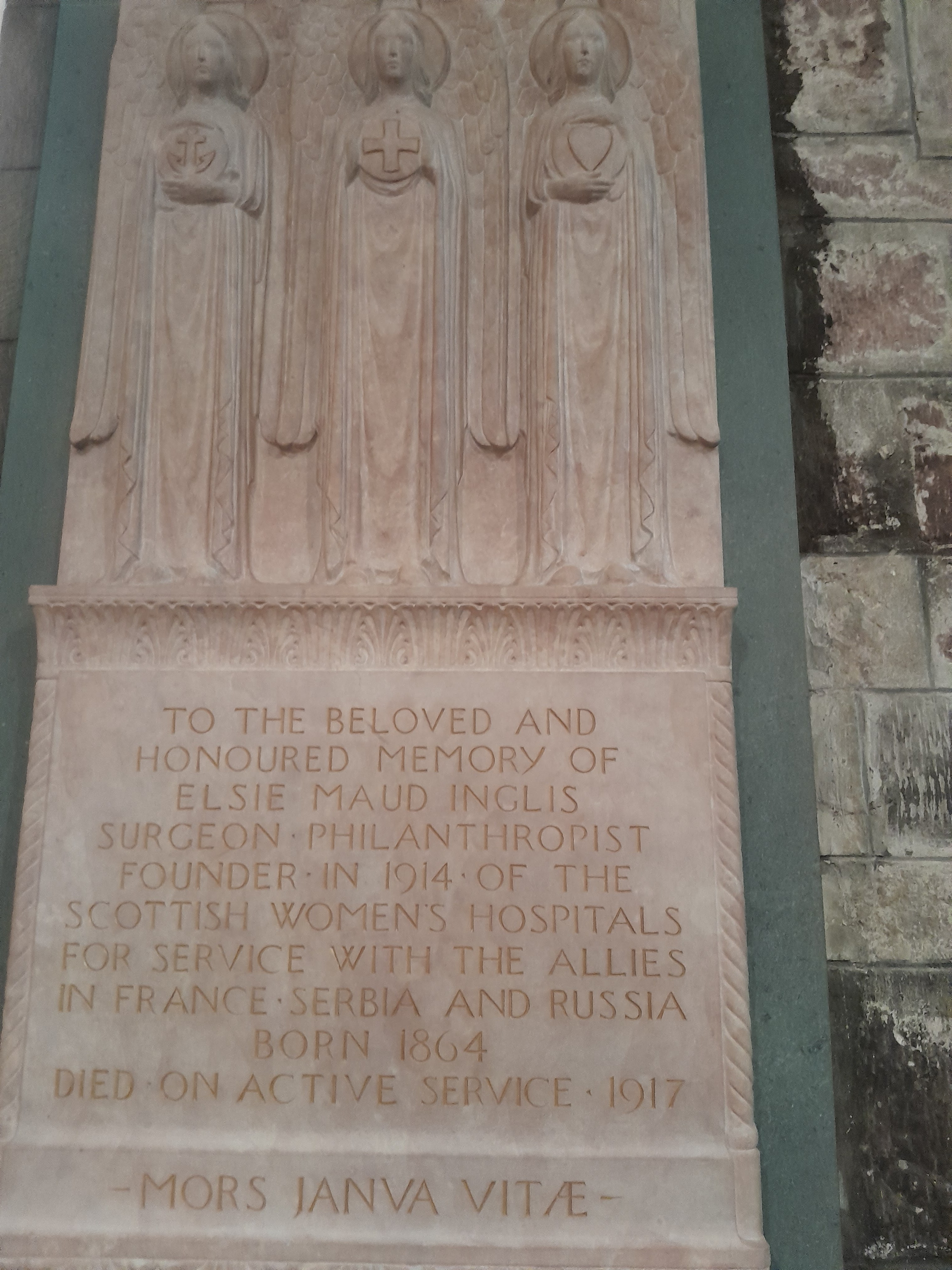

Gli archivi di Elsie Inglis sono conservati presso la Mitchell Library di Glasgow. Lì si trova anche una grande scatola di cartone, rif. TD1734/20/4, contenente molti resoconti individuali del volo dalla Serbia
Gli archivi dello Scottish Women's Hospital sono conservati anche presso la Women's Library presso la Library of the London School of Economics, ref 2SWH La Women's Library detiene anche un album di ritagli sullo Scottish Women's Hospital dell'epoca, ref 10/22. I documenti di individui che facevano parte di SWH ora conservati presso The Women's Library includono i documenti di Elsie Bowerman ref 7ELB i documenti di Vera 'Jack' Holme ref 7VJH, oltre a singoli libri, cartoline e fotografie relative allo Scottish Women's Hospital e di molte delle donne che hanno prestato servizio.
La Women's Work Collection presso l'Imperial War Museum contiene molte fotografie dell'SWH.
Ulteriori materiali dei membri di SWH sono conservati in vari archivi: le memorie di Katherine North nata Hodges si trovano nel Leeds Russian Archive; le riviste di Mary Lee Milne sono conservate dalla National Library of Scotland, le carte di Lilas Grant e Ethel Moir sono nella Central Library di Edimburgo; i Lothian Health Archives conservano le lettere di Yvonne Fitzroy e più di sessanta altri documenti relativi all'ospedale; un album fotografico relativo allo Scottish Women's Hospital di Salonicco, 1907-1918 (ref RCPSG 74) è conservato presso il Royal College of Physicians and Surgeons di Glasgow, mentre la Schlesinger Library, Harvard University conserva le carte di Ruth Holden. Il Public Record Office of Northern Ireland detiene anche i documenti degli Scottish Women's Hospitals in Serbia documenti ref D1982. La National Library of Scotland detiene filmati di un'unità degli ospedali femminili scozzesi in azione E Scottish Screen ha un documentario muto, 'uno dei primi documentari' delle attività mediche e infermieristiche in prima linea, girato presso le unità WSH di Villers-Cotterês e Salonicco.